# Tiefeng
Der Stadtbezirk Tiefeng (鐵鋒區 / 铁锋区,  Tiěfēng Qū) ist ein Stadtbezirk der bezirksfreien Stadt Qiqihar in der chinesischen Provinz Heilongjiang. Er hat eine Fläche von 752 km² und zählt 271.372 Einwohner (Stand: Zensus 2020).